# Casa Saldarini
La Casa Saldarini, popolarmente nota come Il Dinosauro o La Balena, è un edificio residenziale ubicato a Baratti, all'interno del comune di Piombino (LI).
La villa sorse intorno al 1962 su progetto del fiorentino Vittorio Giorgini, nel lotto adiacente alla Casa esagono di proprietà dello stesso architetto. La prima idea del progetto risale al 1960, il committente era Salvatore Saldarini, noto industriale della seta di Como. Il progetto definitivo fu completato nel 1961 e la costruzione iniziò l'anno successivo.
Essa è considerata il "primo esempio al mondo di architettura realizzata in membrana isoelastica di rete e cemento". L'opera è stata considerata anticipatrice dei moderni esempi di architettura blob, tra gli altri da Luigi Prestinenza Puglisi. Mentre secondo Glauco Gresleri, Casa Saldarini ha anticipato di un quarto di secolo l'opera di Frank Gehry nel Guggenheim Museum di Bilbao.
L'edificio infatti è caratterizzato da superfici sinuose, che originariamente, prima di alcuni rifacimenti, si riflettevano anche all'interno, dove il pavimento aveva un andamento leggermente ondulato. L'ardita concezione della struttura portò alcuni a dubitare della sua solidità, tanto che l'ingegnere addetto al suo collaudo caricò di un peso doppio al necessario l'edificio al fine di valutare le deformazioni; la prova ebbe ugualmente esito positivo.
Tuttavia, probabilmente proprio per il suo allontanarsi da ogni forma di accademismo, l'opera e il suo architetto furono ignorati dalla critica dell'epoca.